# Цыган, Яцек
Я́цек Анто́ни Цы́ган (пол. Jacek Antoni Cygan; род. 6 июля 1950, Сосновец) — польский поэт, сценарист, автор мюзиклов. Член Академии фонограммы Союза производителей аудио и видео.

## Жизнеописание
Яцек Цыган закончил сосновецкую восьмилетнюю школу № 15 и II сосновецкий общеобразовательный лицей имени Эмилии Плятер. С 1968 года живёт в Варшаве, где в 1973 окончил факультет кибернетики Военной технической академии. Женат на Эве Цыган.
Начал писать песни ещё в студенческие годы. В 1974 году вместе с Ежи Филаром основал группу «Наша любимая Бася» (пол. Nasza Basia Kochana), с которой в 1976 году получил первую премию на Фестивале студенческой песни в Кракове. В 1978 году получил премию III программы Польского радио за написанную в соавторстве с Эльжбетой Адамяк песню «Разговор» (пол. Rozmowa). С тех пор Яцек Цыган сотрудничает с ведущими польскими композиторами и вокалистами эстрады. Сотрудничал, в частности, с музыкальной группой «Краш» (англ. Crash) и с композитором Кшесимиром Дембским.
Яцек Цыган написал более тысячи текстов песен, среди которых много хитов. Пять песен награждены на Отечественном фестивале польской песни в Ополе.
Одной из самых популярных была песня «Это не я!» (пол. To nie ja!), написанная для Эдиты Гурняк. С этим произведением певица заняла II место на песенном конкурсе «Евровидение» в Дублине (1994).
В 1980-е Яцек Цыган принимает активное участие в развитии польской музыки для детей. Работал вместе с Майкой Ежовской, потом коллективом Papa Dance, и вместе с ними вывел на сцену много молодых талантов, в частности Магдалену Фрончевску и Кшиштофа Антковяка. Яцек Цыган — соавтор альбома «Дискотека господина Яцека» (пол. Dyskoteka Pana Jacka). Под таким названием телепрограмму с песнями Цыгана транслировали десять лет.
Большую известность поэт получил, будучи членом жюри в телепрограмме «Идол» с 2002 по 2005 год. На протяжении двадцати лет гастролировал с совместной музыкально-литературной программой с пианистом и композитором Леопольдом Козловским. В эту программу были включены еврейские песни, положенные Козловским на слова Цыгана. Нотное издание этих песен было осуществлено в 2006 году (Leopold Kozłowski, Jacek Cygan. Najpiękniejsze pieśni i piosenki żydowskie. Kraków: Wydawnictwo Austeria, 2006. — 80 s.). Яцек Цыган опубликовал также жизнеописание Леопольда Козловского в книжной форме («Klezmer. Opowieść o życiu Leopolda Kozłowskiego-Kleinmana». Kraków—Budapeszt: Wydawnictwo Austeria, 2009 и 2015; перевод на немецкий язык — «Der letzte Klezmer»: Das Leben des Leopold Kozłowski-Kleinman. Berlin: Metropol-Verlag, 2012)
Яцек Цыган написал слова к «Санто субито» (пол. Santo Subito — Cantobiografia) Папы Иоанна Павла II. Музыку к словам написал Петр Рубик. Концерт шёл на телеканале «Polsat» 12 и 13 апреля 2009 года.
23 апреля 2013 года Яцека Цыгана наградили Серебряной медалью «За заслуги в культуре Gloria Artis».
В мае 2013 года Яцек Цыган получил Орден Улыбки в сосновецкой средней школе № 15, в которой когда-то учился.

## Награды
- 1976 — I премия на Фестивале студенческих песен и певцов в Кракове
- 1978 — премия III программы Польского радио за песню «Разговор» (пол. Rozmowa)
- 1984 — премия на конкурсе III программы Польского радио за песни «Женщина Востока», «Pro-test song», «Соль на лице» (Kobieta Wschodu, Pro-test song, Sól na twarzy)
- 1984 — специальная премия жюри на Отечественном фестивале польской песни в Ополе за песню «Какая роза, такие и шипы» (пол. Jaka róża, taki cierń)
- 1987 — премия «Песня года» — за «Состояние погоды» (пол. Stan pogody) по результатам опроса радиослушателей программы «Журнал музыкального ритма» (пол. Magazyn Muzycznego Rytmu)
- 1989 — звание хита программы «Лето с радио» (пол. Lato z Radiem) — песня «Выпьем за ошибки» (пол. Wypijmy za błędy)
- 1989 — звание хита I программы Польского радио — песня «Выпьем за ошибки»
- 1991 — II премия на Отечественном фестивале польской песни в Ополе за песню «Мушелько, спаси меня» (пол. Muszelko, ratuj mnie)
- 1994 — гран-при на Отечественном фестивале польской песни в Ополе за песню «Мрак» (пол. Mrok)
- 1994 — I премия на Отечественном фестивале польской песни в Ополе за песню «Мрак» (пол. Mrok)
- 2012 — литературная премия «Серебряная чернильница» (пол. Srebrny Kałamarz) за книгу «Пёс в тоннеле» (пол. Pies w tunelu)
- 2013 — Серебряная медаль «За заслуги в культуре Gloria Artis»

### Награды исполнителям песен Яцека Цыгана
- 1984 — премия имени K. Мусьола — Эдите Гепперт на Отечественном фестивале польской песни в Ополе за песню «Какая роза, такие и шипы» (пол. Jaka róża, taki cierń)
- 1985 — премия имени K. Мусьола — Анне Юркштович на Отечественном фестивале польской песни в Ополе за песню «Бриллиантовая серьга» (пол. Diamentowy kolczyk)
- 1985 — премия имени Анны Янтар — Мечиславу Щесняку на Отечественном фестивале польской песни в Ополе за песню «Пришли в сумерках» (пол. Przyszli o zmroku)
- 1985 — награда Майке Ежовской на Отечественном фестивале польской песни в Ополе за песню «Малыш Пикколо» (пол. Mały Piccolo)
- 1985 — премия — Анне Юркштович на Международном фестивале песни в Сопоте за песню «Бриллиантовая серьга» (пол. Diamentowy kolczyk)
- 1989 — I премия на конкурсе «Премьеры» (пол. Premiery) на Отечественном фестивале польской песни в Ополе — Ришарду Ринковскому за песню «Выпьем за ошибки» (пол. Wypijmy za błędy)
- 1994 — II место на конкурсе «Евровидение» — Эдите Гурняк за песню «Это не я!» (пол. To nie ja!)

## Дискография
- 1987 — Jacek Cygan — Czas nas uczy pogody (LP, Wifon LP-098)
- 1988 — Dyskoteka pana Jacka (LP, Pronit PLP-0063)
- 1990 — Nasenki (LP, Muza SX-2929)
- 1996 — Audiobiografia (CD, Pomaton/EMI)
- 1999 — Audiobiografia 2 (CD, Pomaton/EMI)
- 2000 — Złota kolekcja — Jacek Cygan: Laleczka z saskiej porcelany (CD, Pomaton/EMI)
- 2009 — Cyganeria Jacka Cygana (Kolekcja 10-tomowa, RosMedia)
- 2012 — Poeci polskiej piosenki: Cygan — Czas nas uczy pogody… (2CD, różni wykonawcy, utwory z tekstami Jacka Cygana)

### Тексты Яцека Цыгана в альбомах других исполнителей
- 1985 — Kombi: текст песни Black and White с альбома «Kombi 4»
- 1998 — Гжегож Турнау[пол.]: — тексты песен «W muszelkach Twoich dłoni», «Zrobimy sztorm», «Gdzie jesteś gwiazdo» и «Bo my delfiny…» с альбома «Księżyc w misce»

## Мюзиклы
- «Бунт компьютеров» (пол. Bunt komputerów)
- «Студия записи Майка» (пол. Majkowe studio nagrań)

## Поэзия
- «Карета скорой помощи» (пол. Ambulanza)
- «Лирические мелочи» (пол. Drobiazgi liryczne)